# توني كوستا
توني كوستا (بالإنجليزية: Tony Costa) هو قاتل متسلسل أمريكي، ولد في 2 أغسطس 1944 في Provincetown, Massachusetts ‏ في الولايات المتحدة، وتوفي في 12 مايو 1974 في Walpole, Massachusetts ‏ في الولايات المتحدة بسبب شنق.